# Шикши
Шикши — село в Сабинском районе Татарстана. Административный центр Шикшинского сельского поселения.

## География
Находится в северо-западной части Татарстана на расстоянии приблизительно 9 км на север по прямой от районного центра поселка Богатые Сабы у речки Меша.

## История
Основано в конце XVII века, упоминалось также как По речке Шикше, Старая Шикша. В начале XX века упоминалось о наличии мечети и мектеба.
По сведениям переписи 1897 года, в деревне По течению речки Шикши Мамадышского уезда Казанской губернии жили 683 человека (349 мужчин и 334 женщины), из них 625 мусульман.

## Население
Постоянных жителей было: в 1782—174 души мужского пола, в 1859—418, в 1897—658, в 1908—757, в 1920—740, в 1926—728, в 1938—563, в 1949—558, в 1970—387, в 1979—372, в 1989—307, 327 в 2002 году (татары 100 %), 293 в 2010.